# 谷和原インターチェンジ
谷和原インターチェンジ（やわらインターチェンジ）は、茨城県つくばみらい市筒戸にある、常磐自動車道のインターチェンジである。 
東日本高速道路関東支社谷和原管理事務所が併設されている。
つくばみらい市、守谷市との市境付近に位置する。

## 歴史
- 1981年（昭和56年）4月27日：柏IC - 谷田部IC間開通に伴い、供用開始[1]。

## 道路
- E6 常磐自動車道（3番）

## 接続する道路
- 直接接続
  - 国道294号

## 料金所
- ブース数：9

### 入口
- ブース数：0
  - ETC専用：1
  - ETC/一般：1
  - 一般：1

### 出口
- ブース数：3
  - ETC専用：2
  - 一般：3

## 隣
E6 常磐自動車道
(2)柏IC - 守谷SA - (3)谷和原IC - つくばみらいSIC（事業中） - (4)谷田部IC

## 周辺
- 常総ニュータウン絹の台・北守谷・きぬの里地区
  - 絹の台
  - 御所ケ丘
  - 久保ケ丘
  - 松前台
  - 薬師台
  - きぬの里
- 小絹駅（関東鉄道常総線）
- 新守谷駅（関東鉄道常総線）
- 守谷駅（関東鉄道常総線、首都圏新都市鉄道つくばエクスプレス）
- スバル守谷店
- レクサス守谷
- ワープステーション江戸 - 谷和原ICが最寄だが、10kmほどの距離がある。